# Пор (Кыргызстан)
Пор (кирг. Пор) — село в Кара-Кульджинском районе Ошской области Кыргызстана. Входит в состав Кенешского айылного аймака.

## География
Село расположено в северо-восточной части области, на берегах реки Джалпак-Таш (левый приток реки Тар), на расстоянии приблизительно 12 километров (по прямой) к западо-юго-западу от села Кара-Кульджа, административного центра района. Абсолютная высота — 1298 метров над уровнем моря.

## Население
Согласно оценочным данным Национального статистического комитета Кыргызской Республики, численность населения села на начало 2023 года составляла 1753 человека.
| год     | 2009 | 2014 | 2015 | 2020 | 2021 | 2023 |
| ------- | ---- | ---- | ---- | ---- | ---- | ---- |
| человек | 1321 | 1526 | 1554 | 1696 | 1713 | 1753 |